# دانشگاه ایالتی کاپیز
دانشگاه ایالتی کاپیز یک دانشگاه تحقیقاتی دولتی در فیلیپین است. مرکز مدیریت دانشگاه در شهر روکساس واقع شده است.
در 24 دسامبر 1980،  کالج کشاورزی و فنی مامبوسائو (MATEC) و دانشکده کشاورزی و ماهیگیری کاپیز (CAFS) را ادغام کرد تا به کالج پلی تکنیک ایالتی پانای (PSPC) تبدیل شود.
در 15 سپتامبر 2000، هیئت امناء ساختار سازمانی جدید کالج را با سه واحد موجود به نام‌های: واحد شهر روکساس، واحد مامبوسائو و واحد پونتودرا تصویب کرد.
قانون جمهوری شماره 9273 کالج پلی تکنیک ایالتی پانای در استان کاپیز را در 21 مارس 2004 را به دانشگاه ایالتی کاپیز تبدیل کرد.